# JSC Kouznetzov
Pour les articles homonymes, voir Kouznetsov.
Ne doit pas être confondu avec Kouznetsov (entreprise).

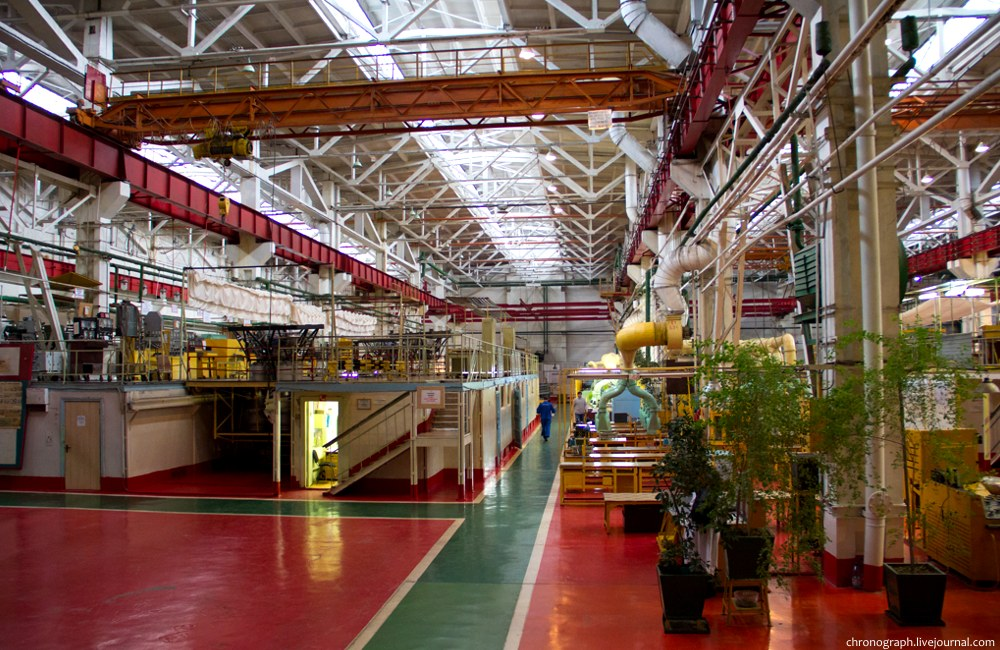
Un des ateliers de fabrication à Samara.

JSC Kouznetzov (anciennement JSC Motorostroitel) est un constructeur de moteurs-fusées à ergols liquides, de moteurs d'avions et de turbines à gaz implanté dans la ville de Samara en Russie. Il fabrique les moteurs RD-107 qui propulsent les deux premiers étages de la fusée Soyouz ainsi que des turboréacteurs et turbopropulseurs utilisés par les avions de la force militaire russe. La dislocation de l'Union soviétique en 1991 a porté un coup sévère à son activité avec une forte baisse des commandes dans le domaine spatial et un arrêt quasi total de la production des avions propulsés par les moteurs de la société.

## Historique
En 1912, à Moscou, fut créée l'usine de la société française Gnome, qui produisait les moteurs de 50 ch. En 1918, l'usine a été nationalisée et est renommée Usine n°2. Des moteurs 12 cylindres refroidis par eau y ont été produits.
En 1927, à la suite de la fusion des usines n°2 et n°4, l'usine n°24 a été créée, qui prend le nom du révolutionnaire Mikhaïl Frounze. En août 1941, l'usine reçoit l'Ordre de Lénine. À l'automne 1941, l'usine a été évacuée à Kouïbychev. En juillet 1945, l'usine reçoit l'Ordre de la bannière rouge.
En 1960-1966, l'usine a fonctionné sous le nom d '"Organisation de PO Box 32".
En mai 1977, l'usine a été transformée en Association de Production de Kouïbychev (Куйбышевское производственное объединение - KMPO).
En octobre 1991, dans le cadre du changement de nom de la ville, KMPO a été rebaptisée Association de Production de Samara (Самарское производственное объединение - SMPO).
En 1996, l'entreprise a été privatisée et renommée Motorostroitel OJSC.
En avril 2010, Motorostroitel OJSC a été transformé en OJSC Kuznetsov.